# Jean-Pierre Guignon
Pour les articles homonymes, voir Guignon (homonymie).
Jean-Pierre Guignon, né Giovanni Pietro Ghignone le 10 février 1702 à Turin, mort le 30 janvier 1774 à Versailles était un compositeur et violoniste franco-italien.

## Vie
Guignon est le fils d'un marchand de Turin et un disciple de Giovanni Battista Somis. Il donne sa première à Paris en 1725. Il devient musicien de la chapelle du prince de Savoie-Carignan en 1730, poste qu'il conserve une vingtaine d'années. Dans le même temps, il se fait admirer par la reine Marie Leszczynska et entre également en 1733 à la chapelle royale, où il reste jusqu'à sa pension en 1762.
Ses mérites comme violoniste lui valent le surnom de « Roy des violonistes » c'est-à-dire directeur de la Ménestrandise, titre alors en déshérence et qui sera supprimé après lui. Les représentations de ses propres concertos et celles du maître vénitien Antonio Vivaldi au Concert Spirituel sont accueillies avec beaucoup de succès.
Une pièce de clavecin de Jean-Baptiste-Antoine Forqueray, publiée en 1747, porte son nom : La Guignon.

## Royal Maître des Ménétriers
En 1741, le roi lui octroie la nationalité française et le titre de « Royal Maître des Ménétriers ». Guignon supervise ainsi les chanteurs et danseurs du royaume devenant officiellement le premier violon de l’époque.

## Œuvres
- Opus 1 : 12 sonates pour violon et basse continue (la huitième est pour flûte traversière)
- Opus 2 : 6 sonates pour deux violoncelles
- Opus 3 : 6 sonates pour deux violons
- Opus 4 : 6 sonates en trio
- Opus 5 : 6 sonates en trio
- Opus 6 : 6 sonates pour violon et basse continue
- Opus 7 : 6 duos de violons
- Opus 8 : Pièces à 2 violons
- Opus 9 : Nouvelles variations de divers airs et les Folies d'Espagne
- Opus 10 : 6 trios
- Ses concertos pour violon (dont un en sol majeur et un autre en do majeur), des messes et d'autres compositions ne furent pas imprimées.